# جرذ أسود

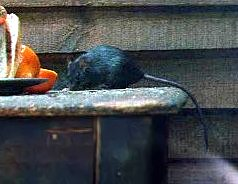
جرذ أسود

الجرذ الأسود أو جرذ السقوف (الاسم العلمي:Rattus rattus) (بالإنجليزية: Roof Rat)‏ هو نوع من الحيوانات يتبع جنس الجرذ من الفصيلة الفأرية. يتميز عن غيره من الجرذان بأنه يسكن الأماكن القذرة مثل المجاري والأماكن التي تكثر بها القمامة. كما أنه يتميز بحجمه الكبير نسبيا عن بقية أنواع الفئران. هذا النوع أصله من أسيا المدارية. غزا الشرق الأوسط في الحقبة الرومانية قبل أن يصل اٍلى أوروبا خلال القرن الثامن الميلادي لينتشر بعد ذلك في العالم بأسره مرافقا للأوروبيين في رحلاتهم. الفئران السوداء حيوانات آكلة للحوم أساسا، كما تأكل المحاصيل الزراعية لذا تعد آفات خطيرة في الطبيعة، كما تأكل الطيور والحشرات. تنقل الجرذان السوداء الكثير من الأمراض بما في ذلك بكتيريا يرسينيا بيستيس، والطاعون الدملي.

## طالع
- جرذ
- جرذ بني (العراق)

## وصلات خارجية
- الموسوعة المصغرة للحيوان